# Cry (Simple Minds-album)
Cry är ett studioalbum av det skotska bandet Simple Minds, utgivet 1 april 2002. En stor turné följde, inget besök i Sverige.

## Låtlista[1]
1. "Cry"
2. "Spaceface"
3. "New Sunshine Morning"
4. "One Step Closer"
5. "Face In The Sun"
6. "Disconnected"
7. "Lazy Lately"
8. "Sugar"
9. "Sleeping Girl"
10. "Cry Again"
11. "Slave Nation"
12. "The Floating World"

## Musiker[1]
- Jim Kerr: sång
- Charles Burchill: gitarr, bas, synt, programmering
- Gordon Goudie: bas, gitarr, synt, programmering, trummor
- Pat Lego, Dino Maggiorana: trummor, synt